# Casa al carrer de l'Església, 1 (Claravalls)
La Casa al carrer de l'Església, 1 és una casa de Claravalls, al municipi de Tàrrega (Urgell), inclosa a l'Inventari del Patrimoni Arquitectònic de Catalunya.

## Descripció
És un edifici de planta rectangular amb coberta de teula àrab a una sola vessant que sobresurt considerablement de la façana principal. L'aparell dels murs és a base de petits carreus irregulars lligats amb morter, on sobretot a la part baixa presenten clars signes d'erosió i desgast a causa de la humitat i les inclemències del temps. A molts racons de la façana s'observa la presència de fragments arrebossats que s'han mantingut. La part on es conserva més bé és la zona de l'arc parabòlic, una estança adossada a la casa.
La porta principal d'aquesta casa és en el carrer de l'Església, en un costat lateral, no visible a la fotografia. En canvi, la façana principal dona a la Plaça Major. L'entrada principal de la casa és el típic portal dovellat de notables dimensions on les dovelles presenten un pèssim estat de conservació juntament amb la resta de carreus que configuren la façana. La cara principal està estructurada en quatre nivells diferenciats: una planta soterrada, deduïble per la diferència de nivell que hi ha respecte a l'entrada principal, la planta baixa, la planta noble i les golfes juntament amb una galeria formada en l'espai annex a la casa. Aquests nivells es reflecteixen a la façana mitjançant diferents obertures en els murs.
La planta soterrada, la que dona a peu de carrer en la façana principal hi ha solament una petita porta allindada i emmarcada amb massissos blocs de pedra escairats. Una planta baixa queda reflectida a la façana mitjançant quatre obertures idèntiques de forma rectangular i de factura senzilla. Totes estan a la mateixa alçada i separades a la mateixa distància. La planta noble és la que adopta més importància, ja que hi ha dues finestres totalment diferents (fetes en èpoques diferents) on desenvolupen una majestuosa balconada amb barana de ferro forjat. Les dues obertures són allindanades, però adopten mides diferents. Estan emmarcades amb massissos blocs de pedra amb la diferència que una de les dues aporta el trencaaigües a la part superior. Aquesta està paredada amb blocs de maons. Una última planta és la referent a les golfes de la casa les quals es deixen veure a través de tres petites finestretes quadrangulars bastant erosionades.
Cal destacar l'espai annex adossat a la casa per la cara oest. Es tracta d'un pas cobert parabòlic i sobre del qual hi ha una magnífica eixida o galeria.